# Lijst van rijksmonumenten in het Kenaupark
Het Kenaupark in de stad Haarlem telt 29 inschrijvingen in het rijksmonumentenregister. Hieronder een compleet overzicht van de rijksmonumenten in Kenaupark.
| Object                                                                     | Oorspronkelijke functie? | Bouwjaar              | Architect        | Locatie                                 | Coördinaten?                  | Nr.?   | Afbeelding                       |
| -------------------------------------------------------------------------- | ------------------------ | --------------------- | ---------------- | --------------------------------------- | ----------------------------- | ------ | -------------------------------- |
| Kenaupark                                                                  | Tuin, park en plantsoen  | 1865                  | Jan David Zocher | Park                                    | 52° 23' 12" NB, 4° 38' 1" OL  | 19875  | Meer afbeeldingen                |
| Statig herenhuis                                                           | Woonhuis                 | tweede helft 19e eeuw |                  | Kenaupark 3                             | 52° 23' 16" NB, 4° 37' 59" OL | 19347  | Meer afbeeldingen                |
| Statig herenhuis                                                           | Woonhuis                 | tweede helft 19e eeuw |                  | Kenaupark 5 (hk. Rozestraat)            | 52° 23' 16" NB, 4° 38' 0" OL  | 19348  | Meer afbeeldingen                |
| Neoclassicistisch huis met stoep. Vormt een geheel met het buurnummer 11 a | Woonhuis                 | eerste helft 19e eeuw |                  | Kenaupark 11                            | 52° 23' 15" NB, 4° 38' 3" OL  | 19349  | Meer afbeeldingen                |
| Neoclassicistisch huis met stoep. Vormt een geheel met het buurnummer 11   | Woonhuis                 | eerste helft 19e eeuw |                  | Kenaupark 11A                           | 52° 23' 15" NB, 4° 38' 4" OL  | 19350  | Meer afbeeldingen                |
| Neoclassicistisch huis met stoep                                           | Woonhuis                 | eerste helft 19e eeuw |                  | Kenaupark 13 (hk. Kenaustraat)          | 52° 23' 15" NB, 4° 38' 5" OL  | 19351  | Neoclassicistisch huis met stoep |
| Gepleisterd statig herenhuis                                               | Woonhuis                 | tweede helft 19e eeuw |                  | Kenaupark 15 (hk. Kenaustraat)          | 52° 23' 14" NB, 4° 38' 5" OL  | 19352  | Meer afbeeldingen                |
| Gepleisterd statig herenhuis                                               | Woonhuis                 | tweede helft 19e eeuw |                  | Kenaupark 17                            | 52° 23' 14" NB, 4° 38' 5" OL  | 19353  | Meer afbeeldingen                |
| Gepleisterd statig herenhuis                                               | Woonhuis                 | tweede helft 19e eeuw |                  | Kenaupark 19                            | 52° 23' 13" NB, 4° 38' 5" OL  | 19354  | Meer afbeeldingen                |
| Gepleisterd statig herenhuis                                               | Woonhuis                 | tweede helft 19e eeuw |                  | Kenaupark 21                            | 52° 23' 13" NB, 4° 38' 5" OL  | 19355  | Meer afbeeldingen                |
| Gepleisterd statig herenhuis                                               | Woonhuis                 | tweede helft 19e eeuw |                  | Kenaupark 23                            | 52° 23' 12" NB, 4° 38' 5" OL  | 19356  | Meer afbeeldingen                |
| Gepleisterd statig herenhuis                                               | Woonhuis                 | tweede helft 19e eeuw |                  | Kenaupark 25                            | 52° 23' 12" NB, 4° 38' 5" OL  | 19357  | Meer afbeeldingen                |
| Gepleisterd statig herenhuis                                               | Woonhuis                 | tweede helft 19e eeuw |                  | Kenaupark 27                            | 52° 23' 12" NB, 4° 38' 5" OL  | 19358  | Meer afbeeldingen                |
| Gepleisterd statig herenhuis                                               | Woonhuis                 | tweede helft 19e eeuw |                  | Kenaupark 29                            | 52° 23' 12" NB, 4° 38' 5" OL  | 19359  | Meer afbeeldingen                |
| Gepleisterd statig herenhuis                                               | Woonhuis                 | tweede helft 19e eeuw |                  | Kenaupark 31                            | 52° 23' 11" NB, 4° 38' 4" OL  | 19360  | Meer afbeeldingen                |
| Gepleisterd statig herenhuis                                               | Woonhuis                 | tweede helft 19e eeuw |                  | Kenaupark 33 (hk. Parklaan)             | 52° 23' 11" NB, 4° 38' 4" OL  | 19361  | Meer afbeeldingen                |
| Statig neoclassicistische villa met onregelmatig verloop in fraaie tuin    | Woonhuis                 | midden 19e eeuw       |                  | Kenaupark 2                             | 52° 23' 16" NB, 4° 37' 58" OL | 19362  | Meer afbeeldingen                |
| Statig neoclassicistische villa met onregelmatig verloop in fraaie tuin    | Woonhuis                 | midden 19e eeuw       |                  | Kenaupark 4                             | 52° 23' 14" NB, 4° 37' 57" OL | 19363  | Meer afbeeldingen                |
| Statige neoclassicistische villa met onregelmatig verloop in fraaie tuin   | Woonhuis                 | midden 19e eeuw       |                  | Kenaupark 6                             | 52° 23' 12" NB, 4° 37' 57" OL | 19364  | Meer afbeeldingen                |
| Statige neoclassicistische villa met onregelmatig verloop in fraaie tuin   | Woonhuis                 | midden 19e eeuw       |                  | Kenaupark 8                             | 52° 23' 11" NB, 4° 37' 57" OL | 19365  | Meer afbeeldingen                |
| Gepleisterd statig herenhuis                                               | Woonhuis                 | tweede helft 19e eeuw |                  | Kenaupark 16                            | 52° 23' 9" NB, 4° 37' 58" OL  | 19366  | Meer afbeeldingen                |
| Gepleisterd statig herenhuis                                               | Woonhuis                 | tweede helft 19e eeuw |                  | Kenaupark 18 - 20                       | 52° 23' 9" NB, 4° 37' 60" OL  | 19367  | Meer afbeeldingen                |
| Gepleisterd statig herenhuis                                               | Woonhuis                 | tweede helft 19e eeuw |                  | Kenaupark 22                            | 52° 23' 9" NB, 4° 38' 0" OL   | 19368  | Meer afbeeldingen                |
| Gepleisterd statig herenhuis                                               | Woonhuis                 | tweede helft 19e eeuw |                  | Kenaupark 24                            | 52° 23' 9" NB, 4° 38' 1" OL   | 19369  | Meer afbeeldingen                |
| Gepleisterd statig herenhuis                                               | Woonhuis                 | tweede helft 19e eeuw |                  | Kenaupark 26                            | 52° 23' 9" NB, 4° 38' 2" OL   | 19370  | Meer afbeeldingen                |
| Gepleisterd statig herenhuis                                               | Woonhuis                 | tweede helft 19e eeuw |                  | Kenaupark 28                            | 52° 23' 9" NB, 4° 38' 2" OL   | 19371  | Meer afbeeldingen                |
| Gepleisterde statige herenhuizen                                           | Woonhuis                 | tweede helft 19e eeuw |                  | Kenaupark 30 (hk. Zijhuizen - Parklaan) | 52° 23' 9" NB, 4° 38' 4" OL   | 19372  | Meer afbeeldingen                |
| Villa in eclectische trant                                                 | Woonhuis                 | ca. 1880              |                  | Kenaupark 7                             | 52° 23' 15" NB, 4° 38' 2" OL  | 513384 | Meer afbeeldingen                |
| Villa in eclectische trant                                                 | Woonhuis                 | 1881                  |                  | Kenaupark 1                             | 52° 23' 17" NB, 4° 37' 58" OL | 513385 | Villa in eclectische trant       |
| Dubbele villa in eclectische trant                                         | Woonhuis                 | 1867-1880             |                  | Kenaupark 12 - 14                       | 52° 23' 9" NB, 4° 37' 56" OL  | 513386 | Meer afbeeldingen                |

Centrum:
Bakenessergracht ·
Frankestraat ·
Gedempte Oude Gracht ·
Gierstraat ·
Groot Heiligland ·
Grote Houtstraat ·
Grote Markt ·
Jansstraat ·
Kenaupark ·
Klein Heiligland ·
Kleine Houtstraat ·
Kleine Houtweg ·
Koningstraat ·
Nieuwe Gracht ·
Parklaan ·
Spaarnwouderbuurt ·
Wilhelminastraat ·
Zijlstraat

Zuid-West:
Florapark ·
Floraplein ·
Wagenweg 

Haarlem-Oost

Schalkwijk

Noord:
Begraafplaats Kleverlaan ·
Spaarndam 